# The Secrets of Scott’s Hut
The Secrets of Scott’s Hut ist ein britischer Dokumentarfilm, der von BBC Two produziert und 2011 erstmals ausgestrahlt wurde.
TV-Journalist Ben Fogle reiste nach Antarktika, um von dort über Robert Falcon Scotts Hütte zu berichten, die dort 1911 während dessen Terra-Nova-Expedition zum Südpol errichtet worden war.

## Inhalt
Ben Fogle begibt sich zum Ross-Schelfeis in der Antarktis, wo Robert Falcon Scotts Terra-Nova-Expedition im Jahr 1911 eine Holzhütte bei Kap Evans errichtete. Dort zeigt Fogle die Bemühungen eines Restaurations-Teams, das die Hütte und tausende zurückgelassene zeitgenössische Gegenstände der Expedition aufwändig restauriert und dokumentiert. Anhand von alten Fotografien und Aufzeichnungen der Expedition und den in der Hütte verbliebenen Hinterlassenschaften versucht Fogle, das tägliche Leben der Expeditionsmitglieder nachzuvollziehen.
Außerdem beschäftigt sich der Film auch mit Robert Falcon Scotts Expedition und der tragisch geendeten Reise zum Südpol. Auch Scott selbst und die unterschiedlichen Darstellungen seiner Persönlichkeit im Laufe der Jahrzehnte werden gestreift. Dazu werden unter anderem Passagen aus alten Berichten rezitiert. Scott wird hierbei von Kenneth Branagh gesprochen, Tryggve Gran von Matthew Gravelle.
Weiters besucht Fogle auch die Hütte, die von Ernest Shackletons Nimrod-Expedition 1908 zur Überwinterung gebaut wurde und zeigt die Unterschiede zu Scotts Hütte auf. Auch der Ort einer aus Steinen errichteten Notunterkunft, in der mehrere Expeditionsmitglieder während eines Schneesturms Unterschlupf suchten, wird gezeigt.

## Ausstrahlung
Der Film wurde erstmals am 17. April 2011 um 20:00 Uhr auf BBC Two ausgestrahlt. Dort wurde er von 2,17 Millionen Zuschauern gesehen und war damit die meistgesehene Sendung des Senders an diesem Tag.
Daneben war er zeitweise auch über das Online-Angebot der BBC (BBC iPlayer) als Stream abrufbar.

## Rezeption
Eine negative Kritik erhielt der Film von Rachel Cookes vom britischen Magazin New Statesman. Sie beschrieb, dass der Film sie langweilte und bemängelte, dass der Film sich wiederhole, ziellos umherirre und dazu sonderbarerweise sinnlos bleibe. Auch bemängelte sie Fogles Fähigkeiten als Moderator.
David Butcher von der Radio Times dagegen beschreibt Fogles Nacherzählung Scotts tragischer Geschichte als packend und unverbraucht durch seine Verwendung der „erstaunlichen“ Gegenstände in der Hütte, die Tagebuch-Auszüge und die „bewegenden“ Fotografien des Expeditions-Fotografen Herbert Ponting.
In einer Kritik für The Arts Desk zeigt sich Adam Sweeting beeindruckt von der „Fülle faszinierender Informationsfragmente“, die Fogles Reise zutage förderte, kritisiert aber auch, dass es dem Film nicht ganz gelinge, seine 90 Minuten in überzeugender Weise zu füllen. Kritisch sieht er außerdem Fogles Darstellung der Beweggründe Scotts und seine Versuche, Scott „wieder auf ein Podest zu heben“.